# Economía cooperativa
La economía cooperativa es un campo de la economía que incorpora los estudios cooperativos y la economía política hacia el estudio y la gestión de las cooperativas.

## Historia
Los teóricos notables que han contribuido al campo incluyen Robert Owen, Pierre-Joseph Proudhon, Charles Gide, Beatrice y Sydney Webb, J.T.W. Mitchell, Piotr Kropotkin, Paul Lambart, Race Mathews, David Griffiths, y G.D.H. Cole. Otros teóricos adicionales incluyen John Stuart Mill, Laurence Gronlund y trabajos teóricos modernos de Benjamin Ward, Jaroslav Vanek, David Ellerman, y Anne Milford y Roger McCain. Pensadores modernos adicionales incluyen Joyce Rothschild, Jessica Gordon Nembhard, Corey Rosen y otros, William Foote Whyte, Gar Alperovitz, Seymour Melman, Mario Bunge, Richard D. Wolff y David Schweickart. En Europa, importantes contribuciones proceden de Inglaterra e Italia, especialmente de Will Bartlett, Virginie Perotin, Bruno Jossa, Stefano Zamagni, Carlo Borzaga y Jacques Defourny.

## El federalismo cooperativo versus el individualismo cooperativo
Un debate histórico importante en la economía cooperativa ha sido entre el federalismo cooperativo y el individualismo cooperativo. En un pueblo de Owenite en cooperación o una comuna, los residentes serían tanto productores como consumidores de sus productos. Sin embargo, en el caso de las empresas cooperativas que no sean municipios, los productores y consumidores de sus productos son dos grupos de personas diferentes, de los cuales sólo uno suele tener la condición de socios (o copropietarios).
Podemos definir dos modos diferentes de empresa empresarial cooperativa: cooperativa de consumo, en la que los consumidores de los bienes y servicios de una cooperativa se definen como sus miembros (incluyendo cooperativas de alimentos al menudeo, cooperativas de crédito, etc.), y cooperativas de trabajo asociado y cooperativas de productores, tales como cooperativas de trabajo asociado y cooperativas de productores agrícolas. En la cooperativa de trabajo, los productores o trabajadores que producen o comercializan bienes y servicios se organizan en un esfuerzo cooperativo y son sus miembros. La cooperativa de trabajo es propiedad de sus trabajadores. Las cooperativas de productores son propiedad de los propietarios de la finca, la producción de queso, etc., dondequiera que se esté produciendo. Estas granjas no son requeridas, y rara vez en la actualidad, son propiedad de los trabajadores. (Algunos consideran a las cooperativas de trabajo asociado, que pertenecen y son administradas exclusivamente por sus propietarios como una tercera clase, otros las consideran parte de la categoría de productores.
Esto a su vez llevó a un debate entre aquellos que apoyan a las Cooperativas de Consumidores (conocidas como los Federalistas Cooperativos) y aquellos que favorecen a las Cooperativas de Productores (pejorativamente etiquetadas como cooperativas' Individualistas' por los Federalistas).

### Federalismo cooperativo
El federalismo cooperativo es la escuela de pensamiento que favorece a las sociedades cooperativas de consumo. Históricamente, sus proponentes han sido JTW Mitchell y Charles Gide, así como Paul Lambart y Beatrice Webb. Los federalistas cooperativistas argumentan que los consumidores deberían formar sociedades cooperativas mayoristas (Federaciones Cooperativas en las que todos los miembros son cooperadores, el mejor ejemplo histórico de las cuales es CWS en el Reino Unido), y que estas sociedades cooperativas mayoristas deberían emprender la compra de granjas o fábricas. Argumentan que las ganancias (o excedentes) de estas sociedades cooperativas al por mayor deberían ser pagadas como dividendos a los cooperadores miembros, en lugar de a sus trabajadores.

### Individualismo cooperativo
El individualismo cooperativo es la escuela de pensamiento que favorece a las cooperativas de trabajo asociado. Los defensores más notables de las cooperativas de trabajo asociado son, en Gran Bretaña, los socialistas cristianos, y más tarde escritores como Joseph Reeves, que plantearon esto como un camino hacia el socialismo de Estado. Donde los Federalistas Cooperativos abogan por federaciones en las que los cooperativistas de consumo federen, y reciban los dividendos monetarios, más bien, en las sociedades cooperativas mayoristas los beneficios (o excedentes) serían pagados como dividendos a sus trabajadores. Las cooperativas de Mondragón son un modelo económico comúnmente citado por los individualistas cooperativistas, y gran parte de la literatura individualista cooperativa trata sobre estas sociedades. Estas dos corrientes de pensamiento no están necesariamente en oposición, y que los híbridos de las dos posiciones son posibles.
El trabajo de James Warbasse, y más recientemente de Johnston Birchall, proporcionar perspectivas sobre la amplitud del desarrollo cooperativo a nivel nacional e internacional. Benjamin Ward proporcionó un tratamiento formal para comenzar una evaluación del "sindicalismo de mercado". Jaroslav Vanek escribió una obra exhaustiva en un intento de abordar el cooperativismo en términos económicos y una "economía administrada por el trabajo". David Ellerman comenzó considerando los aspectos filosóficos legales de las cooperativas, desarrollando la "teoría laboral de la propiedad". En 2007 utilizó la premisa económica clásica al formular su argumento deconstruyendo el mito de los derechos de propiedad sobre el capital. Anna Milford ha construido un examen teórico detallado de las cooperativas en los mercados de compradores controlados (monoponía), y las implicaciones para las estrategias de Comercio Justo.

## Otras escuelas

### Cooperativas de minoristas
Además de la propiedad del cliente vs. la propiedad de los trabajadores, las cooperativas de minoristas también utilizan organizaciones de corporaciones ya constituidas como dueños colectivos del producto.

### Socialismo y anarquismo de izquierda
Los socialistas y los anarquistas de izquierda, como los anarco-comunistas y los anarcosindicalistas, ven la sociedad como una gran cooperativa, y sienten que los bienes producidos por todos deben ser distribuidos equitativamente a todos los miembros de la sociedad, no necesariamente a través de un mercado. Se considera que todos los miembros de una sociedad son productores y consumidores. Los socialistas estatales tienden a favorecer la administración gubernamental de la economía, mientras que los socialistas de izquierda y los socialistas libertarios favorecen la coordinación no gubernamental, ya sea localmente o a través de sindicatos y cooperativas de trabajadores. Aunque hay un cierto debate como Bakunin y los colectivistas favorecieron la distribución de mercado usando moneda, colectivizando la producción, no el consumo. Los libertarios de izquierda no colectivizan a ninguno de los dos, pero definen su izquierda como derechos inalienables a los bienes comunes, no como propiedad colectiva de los mismos, rechazando así la propiedad familiar de Lockean. Ver Centro para una sociedad sin Estado
Los socialistas utópicos sienten que el socialismo puede lograrse sin lucha de clases y que las cooperativas sólo deben incluir a aquellos que voluntariamente deciden participar en ellas. Algunos participantes en el movimiento kibutz y otras comunidades intencionales entran en esta categoría.

### Mancomunidad cooperativa
En algunas publicaciones de economía cooperativa, el objetivo es lograr un Estado Libre Asociado Cooperativo; una sociedad basada en principios cooperativos y socialistas. Los economistas cooperativistas -federalistas, individualistas y otros- han presentado la extensión de su modelo económico a sus límites naturales como una meta.
Este ideal fue ampliamente apoyado en los círculos izquierdistas de Estados Unidos y Canadá a principios del siglo XX. Este ideal, y el lenguaje detrás de él, fueron centrales para la formación del partido de la Federación Cooperativa de la Mancomunidad en 1932, que se convirtió en el partido político de izquierda más grande de Canadá, y sigue siendo hoy en día el Nuevo Partido Demócrata. También fueron importantes para los principios económicos del Partido Laborista Campesino de los Estados Unidos, particularmente en la filial del FLP en Minnesota, donde la defensa de una Mancomunidad Cooperativa formó el tema central de la plataforma del Partido desde 1934, hasta que el FLP de Minnesota se fusionó con el Partido Democrático Estatal para formar el Partido Laboral Campesino Democrático en 1944.
Las ideas de la Mancomunidad Cooperativa también fueron desarrolladas en Gran Bretaña e Irlanda a partir de la década de 1880 por William Morris, que también inspiró al movimiento gremial socialista para la democracia asociativa desde 1906 hasta la década de 1920. Entre los pensadores socialistas del gremio se encontraba Bertrand Russell, R.H. Tawney y G.D.H. Cole.

## Lectura adicional
- Consumers' Co-operative Societies, by Charles Gide, 1922
- Co-operation 1921-1947, published monthly by The Co-operative League of America
- The History of Co-operation, by George Jacob Holyoake, 1908
- Cooperative Peace Archivado el 20 de octubre de 2014 en Wayback Machine., by James Peter Warbasse, 1950
- Problems Of Cooperation, by James Peter Warbasse, 1941
- Why Co-ops? What Are They? How Do They Work? A pamphlet from the G.I. Roundtable series by Joseph G. Knapp, 1944
- Law of Cooperatives, by Legal Firm Stoel Rives, Seattle
- For All The People: Uncovering the Hidden History of Cooperation, Cooperative Movements, and Communalism in America, PM Press, by John Curl, 2009
- The Commons and Co-operative Commonwealth, Pat Conaty 2013
- Commons Sense: Co-operative place making and the capturing of land value for 21st century Garden Cities, edited by Pat Conaty and Martin Large, 2013

- Datos: Q5137487